# Porta Garibaldi (Chioggia)

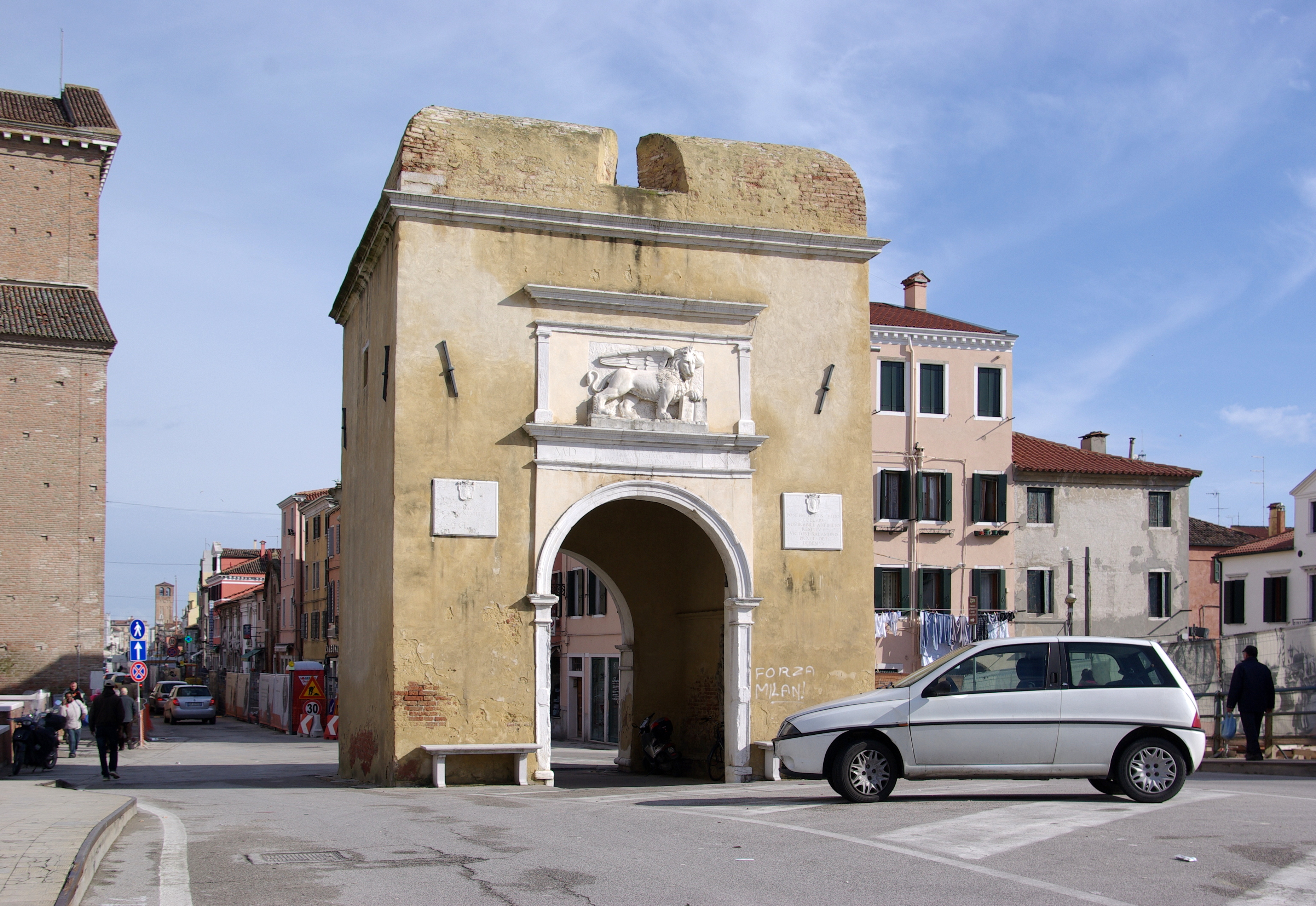
Porta Garibaldi in Chioggia, Venetië

De Porta Garibaldi (14e en 16e eeuw) is een oude stadspoort in Chioggia, een stad in de Lagune van Venetië in Noord-Italië. Chioggia ligt in de metropolitane stad Venetië.
De naam Porta Garibaldi dateert van de 19e eeuw. Het is een eerbetoon aan de vrijheidsstrijder Giuseppe Garibaldi, die in 1867 langstrok met zijn Roodhemden. Tot de 19e eeuw droeg de stadspoort de naam Porta di Santa Maria of ook wel Torre di Santa Maria. Deze stadspoort was de enige mogelijke toegang van het vasteland naar de middeleeuwse ommuurde stad. Het nam dan ook een centrale plaats in in de vestingmuren.
De laatste versie, namelijk deze die overgebleven is, dateert van later, van de 16e eeuw.

## Historiek

### Voor de 14e eeuw

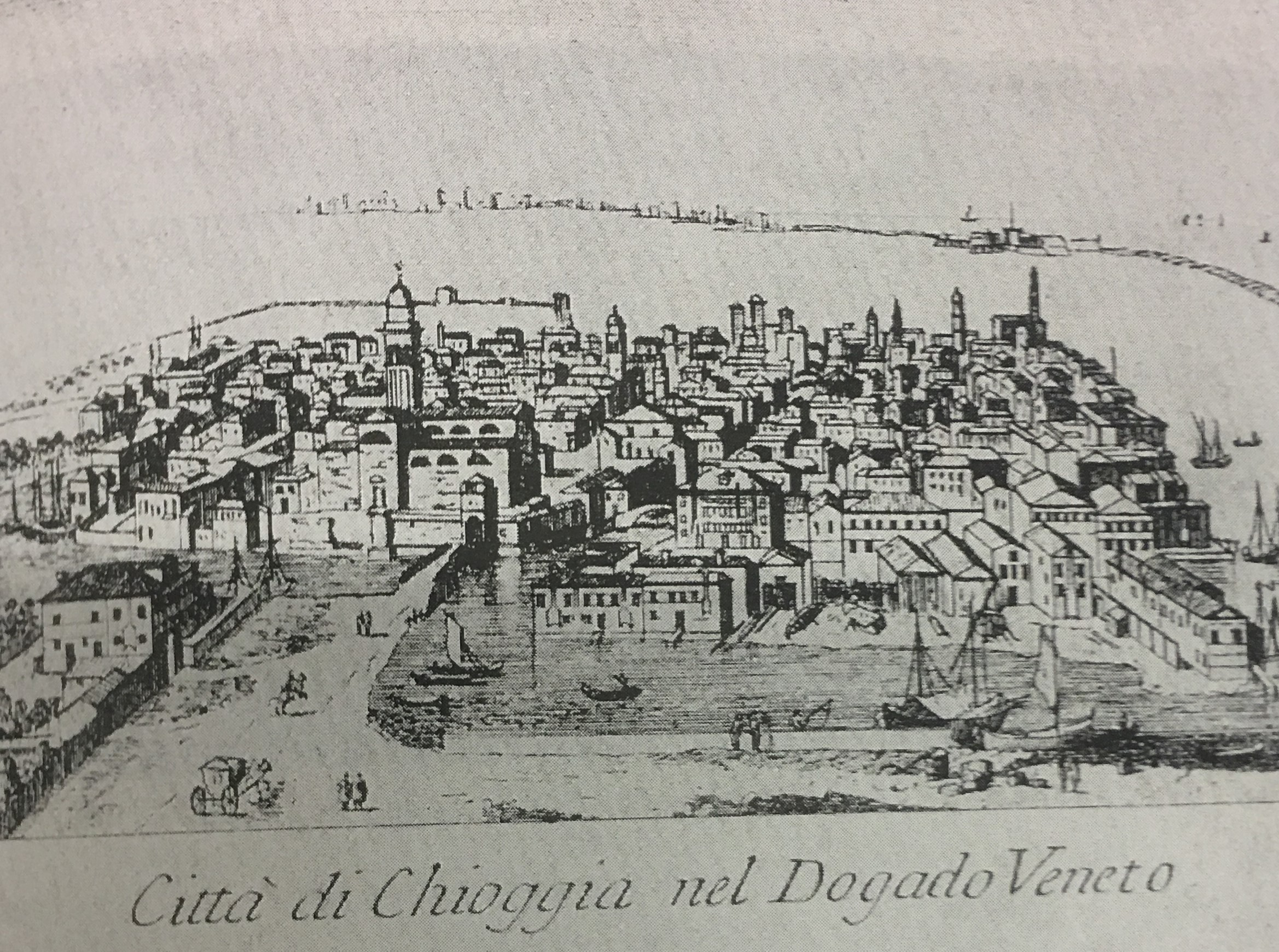
Vooraan, de enige toegangsweg tot het ommuurde centrum van Chioggia. De weg leidt naar de Porta di Santa Maria

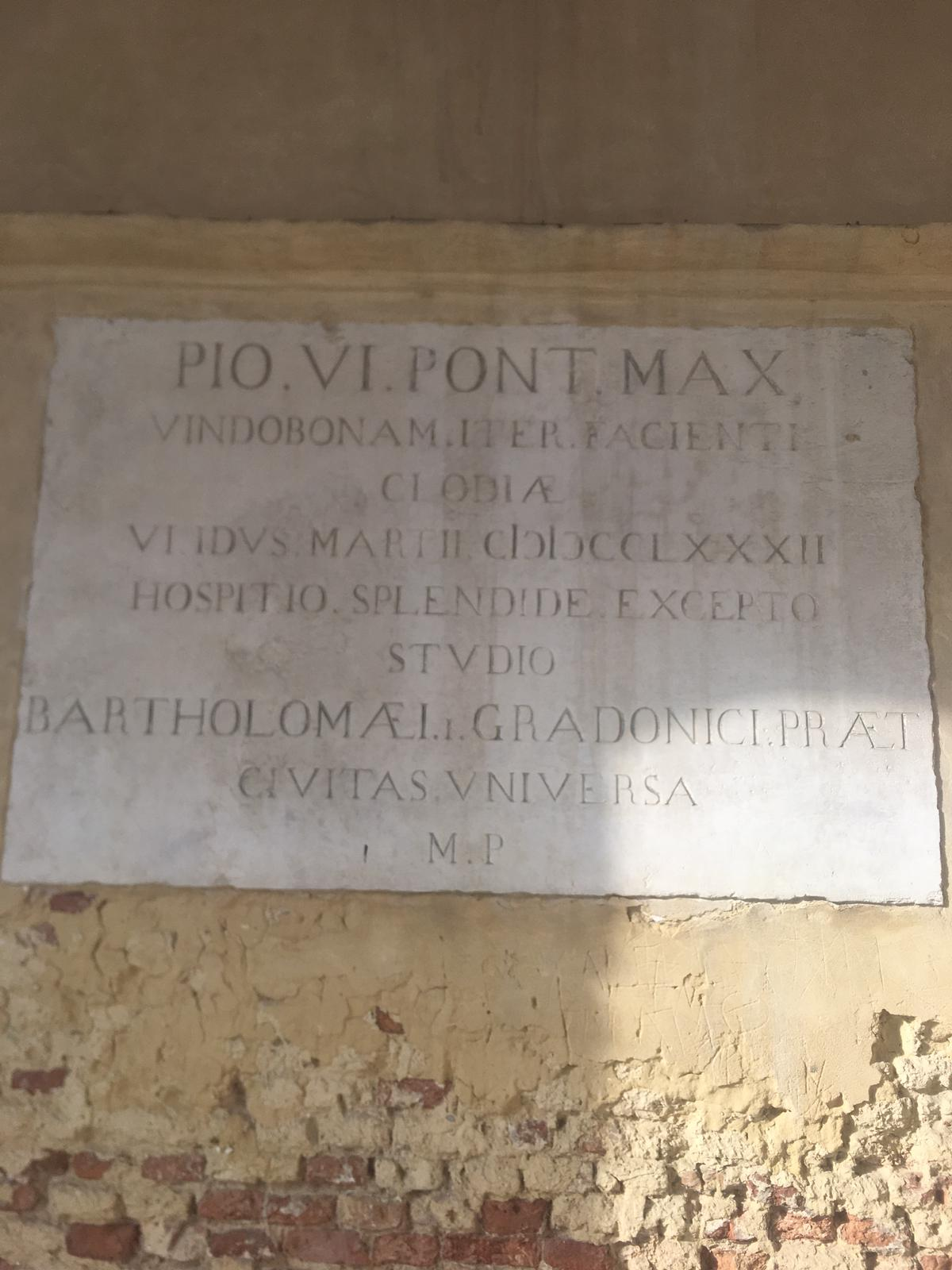
Gedenksteen aan de doorreis van paus Pius VI

Chioggia in de Romeinse Tijd droeg de naam Clodia. Het was een legerkamp. Er liep volgens een noord-zuid as de cardo maximus. Deze hoofdstraat werd in de middeleeuwen Corso del Popolo, de 840 meter lange hoofdstraat van de stad. Aan de zuidkant stond een houten wachttoren, die later door een stenen vervangen werd. Het was de enige toegangsplaats vanuit het vasteland.

### 14e eeuw
Tussen 1312 en 1328 werd de stenen Torre di Santa Maria gebouwd. Het was zowel een toren als een stadspoort. Deze stond ingekapseld in de vestingwallen. De bouw vond plaats tijdens het bestuur van Giovanni Soranzo, doge van Venetië. Het was de stadspoort die te lijden had bij elke aanval op de stad. Vandaar was de poort voorzien van een verdedigingstoren. Tijdens de middeleeuwen waren er al eens aanvallen vanuit Padua; de Paduezen vielen Chioggia aan omwille van haar zoutvoorraden. Chioggia lag naast zoutmijnen in de moerassen van de lagune van Venetië.
Deze stadspoort werd meerdere malen verwoest.

### 16e eeuw en later
In de jaren 1520-1530 liet Gertalomo Barbadico, burgemeester van Chioggia, de stadspoort heropbouwen. Van deze bouwperiode dateert het basreliëf met de Leeuw van Venetië boven de ingang. Andere inscripties in de muren herinneren aan deze bouwperiode. Deze stadspoort werd nooit verwoest maar kende enkele herstelwerken.
In maart 1782 verbleef paus Pius VI in Chioggia. De paus was op weg naar Wenen om keizer Jozef II om te praten wegens diens plannen met de Roomse Kerk. Ter ere van zijn doortocht hangt binnen de Porta di Santa Maria een gedenkplaat.
De stadsmuren werden geleidelijk vervangen door woonhuizen. De huizen flankeerden de Porta Garibaldi langs beide zijden. In de jaren 1920 werden de huizen afgebroken om gemotoriseerd verkeer naar het stadscentrum mogelijk te maken. De Porta Garibaldi kwam zo geïsoleerd te staan in het verkeer. Na de Tweede Wereldoorlog waren er plannen om de Porta Garibaldi weg te halen om nog meer verkeer door te laten, doch deze plannen werden opgeborgen.